# Eishockey-Weltmeisterschaft 1987
Die Spiele der 52. Eishockey-Weltmeisterschaften und 63. Eishockey-Europameisterschaft der Herren im Jahre 1987 fanden in den Ländern Österreich, Italien, Dänemark und Australien statt.
Insgesamt nahmen 28 Mannschaften an diesen Weltmeisterschaften teil, ein neuer Rekord. Erstmals dabei waren die Mannschaften Neuseelands und Hongkongs.
Damit einher ging die Einführung der D-Weltmeisterschaft, die erstmals mit 4 Mannschaften stattfand und in einer Doppelrunde ausgetragen wurde. Es gab auch ein neues Rekordergebnis bei diesen Weltmeisterschaften. In der D-Gruppe besiegte Australien die Mannschaft Neuseelands mit 58:0 Toren. Damit war der bisherige Rekord der WM 1949 mit dem Resultat des Spieles Kanada gegen Dänemark 47:0 übertroffen.

## A-Weltmeisterschaft

### Austragungsorte
Der Hauptspielort der Weltmeisterschaft war die Wiener Stadthalle mit damals maximal 9.300 Zuschauern. Zudem wurde während der Vorrunde die Donauparkhalle genutzt, die maximal 3.300 Zuschauer fasste.
| Stadthalle |

| Donauparkhalle |

| Stadthalle |

| Donauparkhalle |

### Turnierverlauf
Bei der A-Weltmeisterschaft in Wien standen in diesem Jahr die Entscheidungen und Diskussionen an den Tischen des Eishockey-Weltverbandes oft mehr im Vordergrund als das sportliche Geschehen. Gegenstand der Diskussionen war der Einsatz des in Polen geborenen Spielers Miro Sikora in der deutschen Nationalmannschaft. Dieser Spieler hatte mit der polnischen Junioren-Nationalmannschaft an der Junioren-Weltmeisterschaft 1976 teilgenommen, dann aber 1977 nach Deutschland geflohen und hatte 1986 die deutsche Staatsbürgerschaft erlangt. Aufgrund der schwierigen Rechtslage hatte der DEB vor dem Einsatz Sikoras bei der WM beim IIHF nachgefragt, ob Sikora für die deutsche Nationalmannschaft bei der Weltmeisterschaft eingesetzt werden dürfte und erhielt vom Weltverband einen positiven Bescheid. Doch nach dem erfolgreichen Start des deutschen Teams mit Siegen gegen Finnland (3:1) und Kanada (5:3) wurde von den betroffenen Ländern, unterstützt von der Schweiz, die sich Vorteile im Abstiegskampf erhoffte, Protest eingelegt mit der Begründung, Miro Sikora habe bereits für die polnische Junioren-Nationalmannschaft gespielt und dürfe daher nicht mehr für Deutschland spielen. Der IIHF gab zunächst dem Protest statt und wertete die beiden Partien mit dem Ergebnis von jeweils 0:5 Toren. Der DEB erhielt aufgrund einer einstweiligen Verfügung vom Landesgericht Wien die Punkte zurück. Die Spielerlaubnis des IIHF inkl. Gebührenbescheid konnte der DEB vorweisen und erhielt zudem zunehmend Unterstützung durch anderen Nationen, insbesondere durch Schweden, die bei einer Umsetzung der Entscheidung aufgrund der Punktgewinne der Kanadier und Finnen in der Abstiegsrunde gelandet wären. So blieb es letztlich bei der Gültigkeit der sportlichen Resultate. Die deutsche Mannschaft verlor das entscheidende Spiel um den Einzug in die Finalrunde gegen die USA – ohne Zweifel auch wegen des Fehlens von Sikora, der in diesem Spiel ohne Rechtsgrundlage – wie sich später zeigte – gesperrt war. Im Nachhinein wurde klar, dass die Finnen den Protest gegen den Einsatz von Sikora genau für den Fall geplant hatten, dass sie wieder wie in zwei Vorbereitungsspielen gegen Deutschland verlieren würden. Anderenfalls hätten sie den Protest schon vor dem Spiel einreichen können.
Zusätzlich kam es bei dieser A-WM auch wieder zu einem Dopingfall. Der US-Amerikaner Scott Young wurde nach dem Spiel gegen die Tschechoslowakei (2:4) positiv getestet. Das Spiel wurde daraufhin mit 2:0 Punkten und 4:0 Toren für die Tschechoslowakei gewertet.
Neuer Weltmeister wurden überraschend die Schweden, denen durch die o. g. Entscheidungen am grünen Tisch zuvor noch der Absturz in die Abstiegsrunde gedroht hatte. Doch sie profitierten, wie schon zwei Jahre zuvor die Tschechoslowaken, vom Austragungsmodus. Unter Einbeziehung der Punkte aus der Vorrunde wäre erneut die sowjetische Mannschaft in souveräner Manier Weltmeister geworden. So aber wurden in der Finalrunde die Karten neu gemischt, wodurch am Ende Schweden aufgrund der besseren Tordifferenz gegenüber der UdSSR die Nase vorn hatte. Eine Schlüsselrolle kam hierbei den Kanadiern zu, welche zunächst der UdSSR mit einem torlosen Unentschieden einen wichtigen Punkt wegnahmen und anschließend von Schweden förmlich deklassiert wurden. Für diese galt der insgesamt vierte WM-Titel als der sportlich wertvollste, da sie erstmals in Anwesenheit der gesamten Weltelite den Sieg erreichten. Dem sowjetischen Team blieb zum Trost der 25. Europameistertitel, welcher nach der Vorrunde vergeben wurde.

### Vorrunde
| 17. April 1987 10:00 Uhr | Sowjetunion Wjatscheslaw Bykow (1:41) Waleri Kamenski (10:07) Waleri Kamenski (11:13) Andrei Chomutow (16:07) Alexander Semak (17:40) Wladimir Krutow (18:04) Wladimir Krutow (23:11) Andrei Chomutow (29:09) Waleri Kamenski (34:44) Sergei Starikow (48:00) Wladimir Krutow (50:10) Sergei Makarow (54:39) Alexei Gussarow (59:35) | 13:5 (6:1, 3:2, 4:2) | Schweiz Peter Schlagenhauf (7:22) Reto Dekumbis (27:08) Peter Jaks (29:39) Reto Dekumbis (44:33) Bruno Rogger (52:13) | Wiener Stadthalle, Wien Zuschauer: 2.944 |

| 17. April 1987 13:00 Uhr | Schweden Lars Karlsson (5:14) Lars Molin (19:22) Thomas Eklund (20:28) | 3:0 (2:0, 1:0, 0:0) | BR Deutschland | Wiener Stadthalle, Wien Zuschauer: 4.000 |

| 17. April 1987 16:00 Uhr | Tschechoslowakei Petr Vlk (2:41) Jiří Šejba (15:09) David Volek (16:10) Miloslav Hořava (31:13) Igor Liba (38:11) | 5:2 (3:0, 2:1, 0:1) | Finnland Jarmo Kuusisto (39:21) Timo Jutila (48:28) | Wiener Stadthalle, Wien Zuschauer: 3.224 |

| 17. April 1987 19:30 Uhr | Kanada Troy Murray (14:02) Barry Pederson (21:02) Dan Quinn (52:24) | 3:1 (1:0, 1:0, 1:1) | USA Tom Kurvers (50:56) | Wiener Stadthalle, Wien Zuschauer: 7.440 |

| 18. April 1987 13:00 Uhr | Finnland Raimo Summanen (5:49) Kari Jalonen (26:55) Risto Kurkinen (35:13) | 3:2 (1:1, 2:1, 0:0) | Schweiz Gaëtan Boucher (2:38) Peter Jaks (29:35) | Wiener Stadthalle, Wien Zuschauer: 2.500 |

| 18. April 1987 16:00 Uhr | USA Brian Erickson (29:40) Ron Wilson (56:12) | 2:6 (0:1, 1:4, 1:1) | Schweden Robert Nordmark (2:24) Bengt Åke Gustafsson (20:44) Thomas Eklund (27:09) Matti Pauna (29:21) Mats Kihlström (35:29) Thomas Eklund (56:12) | Wiener Stadthalle, Wien Zuschauer: 2.500 |

| 18. April 1987 16:00 Uhr | BR Deutschland | 0:7 (0:0, 0:3, 0:4) | Sowjetunion Sergei Starikow (32:35) Wjatscheslaw Bykow (35:32) Igor Larionow (38:52) Juri Chmyljow (49:35) Sergei Makarow (51:52) Igor Larionow (55:17) Wjatscheslaw Bykow (57:04) | Donauparkhalle, Wien Zuschauer: 3.151 |

| 18. April 1987 19:30 Uhr | Tschechoslowakei Dušan Pašek (42:24) | 1:1 (0:0, 0:0, 1:1) | Kanada Tony Tanti (59:45) | Wiener Stadthalle, Wien Zuschauer: 8.500 |

| 20. April 1987 13:00 Uhr | Finnland Petri Skriko (17:47) | 1:3 (1:0, 0:3, 0:0) | BR Deutschland Miroslav Sikora (26:02) Udo Kießling (26:43) Helmut Steiger (37:42) | Wiener Stadthalle, Wien Zuschauer: 5.000 |

| 20. April 1987 16:00 Uhr | Sowjetunion Anatoli Semjonow (2:31) Wladimir Krutow (6:48) Sergei Swetlow (7:11) Sergei Swetlow (14:46) Michail Wassiljew (15:11) Sergei Swetlow (21:49) Alexei Kasatonow (27:27) Waleri Kamenski (36:56) Anatoli Semjonow (38:20) Wjatscheslaw Bykow (45:37) Wladimir Krutow (50:18) | 11:2 (5:1, 4:0, 2:1) | USA Craig Janney (19:01) Aaron Broten (54:03) | Wiener Stadthalle, Wien Zuschauer: 4.000 |

| 20. April 1987 16:00 Uhr | Kanada Doug Bodger (8:54) Barry Pederson (16:13) Tony Tanti (40:47) Keith Acton (44:50) Tony Tanti (47:29) Dino Ciccarelli (48:57) | 6:1 (2:0, 0:1, 4:0) | Schweiz Peter Schlagenhauf (32:53) | Donauparkhalle, Wien Zuschauer: 2.203 |

| 20. April 1987 19:30 Uhr | Tschechoslowakei Miloslav Hořava (2:31) Luděk Čajka (17:14) Libor Dolana (23:28) | 3:2 (2:0, 1:1, 0:1) | Schweden Bengt Åke Gustafsson (30:10) Thomas Eklund (59:01) | Wiener Stadthalle, Wien Zuschauer: 4.129 |

| 21. April 1987 13:00 Uhr | BR Deutschland Miroslav Sikora (4:09) Helmut Steiger (20:09) Daniel Held (23:21) Roy Roedger (30:23) Harold Kreis (49:24) | 5:3 (1:0, 3:2, 1:1) | Kanada Dino Ciccarelli (25:44) Tony Tanti (37:57) Kevin Dineen (51:19) | Wiener Stadthalle, Wien Zuschauer: 3.203 |

| 21. April 1987 16:00 Uhr | Schweden Tomas Sandström (0:29) Håkan Södergren (3:56) Lars-Gunnar Pettersson (10:49) Matti Pauna (13:07) Mikael Andersson (18:04) Anders Carlsson (21:28) Jonas Bergqvist (28:00) Håkan Södergren (29:23) Håkan Södergren (32:56) Anders Eldebrink (36:40) Peter Sundström (54:25) Tomas Sandström (55:43) | 12:1 (5:0, 5:0, 2:1) | Schweiz Pietro Cunti (44:01) | Wiener Stadthalle, Wien Zuschauer: 3.000 |

| 21. April 1987 16:00 Uhr | Vereinigte Staaten USA Jimmy Carson (41:23) Tom Kurvers (44:45) | 2:5 (0:2, 0:3, 2:0) | Finnland Teppo Numminen (2:14) Jari Torkki (8:13) Pekka Järvelä (29:10) Jari Torkki (29:48) Pekka Järvelä (37:49) | Donauparkhalle, Wien Zuschauer: 1.500 |

| 21. April 1987 19:30 Uhr | Tschechoslowakei Libor Dolana (43:36) | 1:6 (0:0, 0:3, 1:3) | Sowjetunion Wjatscheslaw Fetissow (27:53) Igor Larionow (29:46) Sergei Starikow (39:36) Wjatscheslaw Fetissow (42:41) Alexei Kasatonow (48:43) Wjatscheslaw Bykow (56:36) | Wiener Stadthalle, Wien Zuschauer: 8.000 |

| 23. April 1987 13:00 Uhr | Sowjetunion Alexei Kassatonow (22:33) Wladimir Krutow (25:27) Igor Larionow (42:55) Sergei Swetlow (49:14) | 4:0 (0:0, 2:0, 2:0) | Finnland | Wiener Stadthalle, Wien Zuschauer: 4.000 |

| 23. April 1987 16:00 Uhr | USA Tony Granato (22:51) Brian Erickson (29:43) Brian Leetch (34:48) Aaron Broten (39:49) Brian Lawton (42:11) Kevin Stevens (53:09) | 6:4 (0:1, 4:0, 2:3) | BR Deutschland Dieter Medicus (2:05) Georg Holzmann (54:20) Udo Kießling (57:27) Udo Kiessling (58:09) | Wiener Stadthalle, Wien Zuschauer: 4 000 |

| 23. April 1987 16:00 Uhr | Tschechoslowakei Libor Dolana (27:28) David Volek (28:58) Libor Dolana (45:34) Vladimír Růžička (50:30) Igor Liba (57:23) | 5:2 (0:0, 2:2, 3:0) | Schweiz Thomas Vrabec (24:10) Gaëtan Boucher (27:03) | Donauparkhalle, Wien Zuschauer: 2.000 |

| 23. April 1987 19:30 Uhr | Schweden Tommy Albelin (20:39) Mikael Andersson (30:34) Mats Kihlström (32:22) Håkan Loob (45:15) | 4:3 (0:1, 3:0, 1:2) | Kanada Brian Bellows (17:54) Tony Tanti (41:39) Kevin Dineen (50:24) | Wiener Stadthalle, Wien Zuschauer: 8.000 |

| 24. April 1987 16:00 Uhr | Finnland Pekka Järvelä (21:41) Janne Ojanen (41:20) Janne Ojanen (55:09) Teppo Numminen (57:34) | 4:1 (0:0, 1:1, 3:0) | Schweden Mikael Andersson (33:37) | Wiener Stadthalle, Wien Zuschauer: 7.500 |

| 24. April 1987 19:30 Uhr | Sowjetunion Waleri Kamenski (9:32) Sergei Makarow (21:58) Wladimir Krutow (55:30) | 3:2 (1:1, 1:1, 1:0) | Kanada Dino Ciccarelli (9:47) Kirk Muller (36:49) | Wiener Stadthalle, Wien Zuschauer: 9.500 |

| 25. April 1987 16:00 Uhr | USA Eddie Olczyk (6:37) Clark Donatelli (10:22) Brian Erickson (32:53) Bobby Carpenter (43:29) Jimmy Carson (44:36) Mark Johnson (51:02) | 6:3 (2:0, 1:1, 3:2) | Schweiz Jakob Kölliker (34:07) Fredy Lüthi (45:15) Reto Dekumbis (58:54) | Wiener Stadthalle, Wien Zuschauer: 2.000 |

| 25. April 1987 19:30 Uhr | Tschechoslowakei Vladimír Růžička (2:48) Petr Rosol (21:57) Dušan Pašek (51:19) Libor Dolana (51:36) Jiří Hrdina (54:49) | 5:2 (1:0, 1:2, 3:0) | BR Deutschland BR Deutschland Gerd Truntschka (30:19) Manfred Wolf (33:18) | Wiener Stadthalle, Wien Zuschauer: 7.000 |

| 26. April 1987 16:00 Uhr | Kanada Dan Quinn (4:05) Kevin Dineen (6:21) Kevin Dineen (10:47) Kirk Muller (25:42) Dino Ciccarelli (35:23) Troy Murray (44:29) Keith Acton (54:28) | 7:2 (3:0, 2:1, 2:1) | Finnland Teppo Numminen (38:28) Pekka Järvelä (40:31) | Wiener Stadthalle, Wien Zuschauer: 8.000 |

| 26. April 1987 19:30 Uhr | Sowjetunion Sergei Starikow (11:56) Wladimir Krutow (20:46) Sergei Swetlow (34:18) Sergei Makarow (59:33) | 4:2 (1:1, 2:1, 1:0) | Schweden Anders Carlsson (5:36) Anders Carlsson (29:03) | Wiener Stadthalle, Wien Zuschauer: 7.000 |

| 27. April 1987 16:00 Uhr | BR Deutschland BR Deutschland Udo Kiessling (2:31) Dieter Hegen (25:00) Roy Roedger (28:06) Helmut Steiger (41:16) | 4:3 (1:1, 2:2, 1:0) | Schweiz Gaëtan Boucher (14:56) Fredy Lüthi (22:34) Manuele Celio (25:10) | Wiener Stadthalle, Wien Zuschauer: 6.500 |

| 27. April 1987 19:30 Uhr | Tschechoslowakei Jiří Hrdina (26:30) Jiří Hrdina (35:56) Dušan Pašek (51:47) Dušan Pašek (59:53) | 4:0 (4:2)1 (0:1, 2:0, 2:1) | USA Craig Janney (6:50) Mark Johnson (58:54) | Wiener Stadthalle, Wien Zuschauer: 1.500 |

1 Wertung 4:0 für die Tschechoslowakei wegen Dopings 
Abschlusstabelle
| Pl | Mannschaft         | Sp | S | U | N | Tore  | Diff | Pkt.  |
| -- | ------------------ | -- | - | - | - | ----- | ---- | ----- |
| 1  | UdSSR              | 7  | 7 | 0 | 0 | 48:12 | +36  | 14:0  |
| 2  | Tschechoslowakei   | 7  | 5 | 1 | 1 | 24:15 | +09  | 11:03 |
| 3  | Schweden           | 7  | 4 | 0 | 3 | 30:17 | +13  | 08:06 |
| 4  | Kanada             | 7  | 3 | 1 | 3 | 25:17 | +08  | 07:07 |
| 5  | BR Deutschland     | 7  | 3 | 0 | 4 | 18:28 | −10  | 06:08 |
| 6  | Finnland           | 7  | 3 | 0 | 4 | 17:24 | −07  | 06:08 |
| 7  | Vereinigte Staaten | 7  | 2 | 0 | 5 | 19:36 | −17  | 04:10 |
| 8  | Schweiz            | 7  | 0 | 0 | 7 | 17:49 | −32  | 00:14 |

### Abstiegsrunde um die Plätze 5–8
Punkte aus der Vorrunde wurden übernommen
| 28. April 1987 16:00 Uhr | BR Deutschland Gerd Truntschka (0:29) Dieter Hegen (3:25) Dieter Hegen (8:28) Roy Roedger (13:44) Helmut Steiger (31:47) Manfred Ahne (39:29) Roy Roedger (43:19) Dieter Hegen (58:49) | 8:1 (4:0,2:0,2:1) | Schweiz Bruno Rogger (54:40) | Wiener Stadthalle, Wien Zuschauer: 4.938 |

| 28. April 1987 19:30 Uhr | Finnland Raimo Summanen (4:19) Risto Kurkinen (22:03) Jari Torkki (29:34) Teppo Numminen (29:51) Reijo Mikkolainen (31:32) Kari Jalonen (59:41) | 6:4 (1:2,4:2,1:0) | USA Tony Granato (2:18) Tom Kurvers (12:24) Brian Leetch (34:56) Brian Lawton (38:21) | Wiener Stadthalle, Wien Zuschauer: 4.899 |

| 30. April 1987 16:00 Uhr | Finnland Risto Kurkinen (15:41) Jari Torkki (23:23) Pekka Järvelä (30:09) Timo Susi (30:31) Teppo Numminen (39:44) Iiro Järvi (46:00) Jari Torkki (47:22) | 7:4 (1:1,4:3,2:0) | Schweiz Pietro Cunti (13:30) Peter Jaks (26:06) Fredy Lüthi (26:19) Roman Wäger (38:16) | Wiener Stadthalle, Wien Zuschauer: 4.786 |

| 30. April 1987 19:30 Uhr | BR Deutschland Gerd Truntschka (5:15) Helmut Steiger (23:00) Roy Roedger (55:24) | 3:6 (1:2,1:2,1:2) | USA Aaron Broten (1:47) Brian Lawton (17:56) Brian Erickson (25:22) Aaron Broten (26:13) Bobby Carpenter (44:09) Eddie Olczyk (50:14) | Wiener Stadthalle, Wien Zuschauer: 5.549 |

| 2. Mai 1987 16:00 Uhr | USA Bob Brooke (7:22) Aaron Broten (14:58) Mark Johnson (30:33) Bob Brooke (39:24) Brian Leetch (47:17) Eddie Olczyk (48:39) Eddie Olczyk (53:52) | 7:4 (2:0,2:3,3:1) | Schweiz Andreas Ritsch (21:17) Andreas Ritsch (24:48) Marco Müller (34:15) Peter Schlagenhauf (49:24) | Wiener Stadthalle, Wien Zuschauer: 4.603 |

| 2. Mai 1987 19:30 Uhr | Finnland Janne Ojanen (13:26) Timo Susi (23:04) | 2:2 (1:2,1:0,0:0) | BR Deutschland Dieter Hegen (12:01) Dieter Hegen (14:11) | Wiener Stadthalle, Wien Zuschauer: 6.392 |

Abschlusstabelle
| Pl | Mannschaft         | Sp | S | U | N  | Tore  | Diff | Pkt.  |
| -- | ------------------ | -- | - | - | -- | ----- | ---- | ----- |
| 1  | Finnland           | 10 | 5 | 1 | 4  | 32:34 | −02  | 11:09 |
| 2  | BR Deutschland     | 10 | 4 | 1 | 5  | 31:37 | −06  | 09:11 |
| 3  | Vereinigte Staaten | 10 | 4 | 0 | 6  | 36:49 | −13  | 08:12 |
| 4  | Schweiz            | 10 | 0 | 0 | 10 | 26:71 | −45  | 00:20 |

### Meisterrunde um die Plätze 1–4
| 29. April 1987 16:00 Uhr (Ortszeit) | UdSSR | 0:0 (0:0, 0:0, 0:0) | Kanada | Wiener Stadthalle, Wien Zuschauer: 8.142 |

| 29. April 1987 19:30 Uhr | Tschechoslowakei Petr Rosol (2:11) Libor Dolana (5:36) Dušan Pašek (19:46) | 3:3 (3:1, 0:1, 0:1) | Schweden Håkan Loob (9:44) Håkan Loob (20:12) Håkan Loob (59:21) | Wiener Stadthalle, Wien Zuschauer: 8.335 |

| 1. Mai 1987 16:00 Uhr | Tschechoslowakei David Volek (4:12) Jiří Doležal (10:58) Petr Rosol (45:19) Dušan Pašek (47:55) | 4:2 (2:1, 0:1, 2:0) | Kanada Larry Murphy (6:27) Keith Acton (34:58) | Wiener Stadthalle, Wien Zuschauer: 9.300 |

| 1. Mai 1987 19:30 Uhr | UdSSR Wladimir Krutow (8:24) Wladimir Krutow (50:46) | 2:2 (1:1, 0:0, 1:1) | Schweden Anders Eldebrink (13:16) Tomas Sandström (58:39) | Wiener Stadthalle, Wien Zuschauer: 9.300 |

| 3. Mai 1987 13:00 Uhr | Schweden Thomas Rundqvist (11:38) Mikael Andersson (16:48) Anders Eldebrink (17:42) Lars-Gunnar Pettersson (27:19) Bengt-Åke Gustafsson (34:40) Håkan Loob (46:03) Lars Molin (50:33) Tomas Sandström (52:01) Anders Carlsson (59:00) | 9:0 (3:0, 2:0, 4:0) | Kanada | Wiener Stadthalle, Wien Zuschauer: 9.300 |

| 3. Mai 1987 17:00 Uhr | UdSSR Wladimir Krutow (52:43) Igor Stelnow (54:58) | 2:1 (0:1, 0:0, 2:0) | Tschechoslowakei Antonín Stavjaňa (9:41) | Wiener Stadthalle, Wien Zuschauer: 9.300 |

Abschlusstabelle
| Pl | Mannschaft       | Sp | S | U | N | Tore  | Diff | Pkt. |
| -- | ---------------- | -- | - | - | - | ----- | ---- | ---- |
| 1  | Schweden         | 3  | 1 | 2 | 0 | 14:05 | +09  | 4:2  |
| 2  | UdSSR            | 3  | 1 | 2 | 0 | 04:03 | +01  | 4:2  |
| 3  | Tschechoslowakei | 3  | 1 | 1 | 1 | 08:07 | +01  | 3:3  |
| 4  | Kanada           | 3  | 0 | 1 | 2 | 02:13 | −11  | 1:5  |

### Beste Scorer
Quelle: quanthockey.com; Abkürzungen: Sp = Spiele, T = Tore, V = Assists, Pkt = Punkte, +/− = Plus/Minus, SM = Strafminuten; Fett: Turnierbestwert
| Spieler               | Mannschaft         | Sp | T  | V  | Pkt | +/− | SM |
| --------------------- | ------------------ | -- | -- | -- | --- | --- | -- |
| Wladimir Krutow       | Sowjetunion        | 10 | 11 | 4  | 15  | +15 | 8  |
| Sergei Makarow        | Sowjetunion        | 10 | 4  | 10 | 14  | +19 | 8  |
| Igor Larionow         | Sowjetunion        | 10 | 4  | 8  | 12  | +16 | 2  |
| Aaron Broten          | Vereinigte Staaten | 10 | 5  | 6  | 11  | +6  | 6  |
| Wjatscheslaw Bykow    | Sowjetunion        | 10 | 5  | 6  | 11  | +13 | 0  |
| Bengt-Åke Gustafsson  | Schweden           | 10 | 3  | 8  | 11  | +9  | 4  |
| Gerd Truntschka       | BR Deutschland     | 10 | 3  | 8  | 11  | +6  | 13 |
| Helmut Steiger        | BR Deutschland     | 10 | 5  | 5  | 10  | +2  | 12 |
| Tomas Sandström       | Schweden           | 8  | 4  | 6  | 10  | +11 | 6  |
| Wjatscheslaw Fetissow | Sowjetunion        | 10 | 2  | 8  | 10  | +13 | 2  |

### Beste Torhüter
Quelle: quanthockey.com; Abkürzungen: Sp = Spiele, Min = Eiszeit (in Minuten), GT = Gegentore, SO = Shutouts, SaT = Schüsse aufs Tor, SVS = gehaltene Schüsse, Sv% = gehaltene Schüsse (in %), GTS = Gegentorschnitt; Fett: Turnierbestwert
| Spieler              | Mannschaft       | Sp | Min | S | N | GT | GTS  | SaT | SVS | Sv%  | SO |
| -------------------- | ---------------- | -- | --- | - | - | -- | ---- | --- | --- | ---- | -- |
| Jewgeni Beloscheikin | Sowjetunion      | 10 | 600 | 8 | 0 | 15 | 1,50 | 189 | 174 | 92,3 | 3  |
| Åke Lilljebjörn      | Schweden         | 4  | 200 | 2 | 1 | 7  | 2,10 | 61  | 54  | 90,1 | 1  |
| Peter Lindmark       | Schweden         | 7  | 399 | 3 | 2 | 14 | 2,11 | 152 | 128 | 90,1 | 2  |
| Dominik Hašek        | Tschechoslowakei | 9  | 520 | 5 | 2 | 19 | 2,19 | 241 | 222 | 92,3 | 0  |
| Sean Burke           | Kanada           | 5  | 300 | 2 | 2 | 12 | 2,40 | 125 | 113 | 89,5 | 0  |
| Jarmo Myllys         | Finnland         | 8  | 464 | 4 | 3 | 27 | 3,49 | 252 | 225 | 89,5 | 0  |
| Bob Froese           | Kanada           | 5  | 300 | 1 | 3 | 18 | 3,60 | 142 | 124 | 87,2 | 1  |
| Helmut de Raaf       | BR Deutschland   | 5  | 300 | 2 | 3 | 18 | 3,60 | 140 | 122 | 87,0 | 0  |
| Karl Friesen         | BR Deutschland   | 5  | 300 | 2 | 2 | 19 | 3,80 | 141 | 122 | 86,4 | 0  |

### Mannschaftskader
| Platzierung    | Mannschaft       | Spieler |
| -------------- | ---------------- | --- |
| Goldmedaille   | Schweden         | Peter Lindmark, Åke Lilljebjörn, Anders Bergman – Anders Eldebrink, Tommy Albelin, Mats Kihlström, Lars Karlsson, Peter Andersson, Robert Nordmark, Magnus Svensson, Thom Eklund – Thomas Rundqvist, Matti Pauna, Mikael Andersson, Bengt-Åke Gustafsson, Peter Sundström, Jonas Bergqvist, Lars-Gunnar Pettersson, Håkan Södergren, Lars Molin, Anders Carlsson, Tomas Sandström, Håkan Loob Trainerstab: Tommy Sandlin, Curt Lindström                                       |
| Silbermedaille | UdSSR            | Jewgeni Beloscheikin, Sergei Mylnikow, Vitālijs Samoilovs – Alexei Kassatonow, Wjatscheslaw Fetissow, Igor Stelnow, Sergei Starikow, Alexei Gussarow, Wassili Perwuchin, Sinetula Biljaletdinow – Sergei Makarow, Igor Larionow, Wladimir Krutow, Andrei Chomutow, Wjatscheslaw Bykow, Waleri Kamenski, Sergei Swetlow, Anatoli Semjonow, Sergei Prjachin, Michail Wassiljew, Alexander Semak, Juri Chmyljow, Michail Warnakow Trainerstab: Wiktor Tichonow, Wladimir Jursinow |
| Bronzemedaille | Tschechoslowakei | Dominik Hašek, Jaromír Šindel, Karel Lang – Mojmír Božik, Jaroslav Benák, Luděk Čajka, Miloslav Hořava senior, Antonín Stavjaňa, Bedřich Ščerban, Drahomír Kadlec – David Volek, Jiří Hrdina, Jiří Doležal, Jiří Šejba, Dušan Pašek, František Černý, Petr Rosol, Vladimír Růžička, Igor Liba, Libor Dolana, Jiří Kučera, Petr Vlk, Rostislav Vlach Trainerstab: Ján Starší, František Pospíšil                                                                                |
| 4              | Kanada           | Bob Froese, Sean Burke, Pat Riggin – Scott Stevens, Bruce Driver, Doug Bodger, Craig Hartsburg, Zarley Zalapski, Larry Murphy, James Patrick, Bob Rouse – Barry Pederson, Tony Tanti, Dan Quinn, Troy Murray, Keith Acton, Mike Foligno, Al Secord, Dirk Graham, Brian Bellows, Dino Ciccarelli, Kevin Dineen, Kirk Muller, Trainer: Dave King |
| 5              | Finnland         | Hannu Kamppuri, Jarmo Myllys, Jukka Tammi – Pekka Laksola, Teppo Numminen, Timo Jutila, Jukka Virtanen, Arto Ruotanen, Jarmo Kuusisto – Hannu Virta, Timo Susi, Kari Jalonen, Jari Torkki, Pekka Järvelä, Risto Kurkinen, Petri Skriko, Raimo Summanen, Reijo Mikkolainen, Janne Ojanen, Christian Ruuttu Trainerstab: Rauno Korpi |
| 6              | BR Deutschland   | Karl Friesen, Helmut de Raaf, Josef Schlickenrieder – Udo Kießling, Andreas Niederberger, Harold Kreis, Horst-Peter Kretschmer, Dieter Medicus, Manfred Schuster – Joachim Reil, Helmut Steiger, Gerd Truntschka, Georg Franz, Manfred Ahne, Ernst Höfner, Axel Kammerer, Georg Holzmann, Danny Held, Manfred Wolf, Dieter Hegen, Miro Sikora, Marcus Kuhl, Roy Roedger Trainerstab: Xaver Unsinn                                                                              |
| 7              | USA              | Mike Richter, John Vanbiesbrouck, Chris Terreri – Brian Leetch, Jim Johnson, Tom Kurvers, Craig Wolanin, Ron Wilson, Gordie Roberts, Mark Johnson – Kevin Stevens, Brian Lawton, Bobby Carpenter, Bob Brooke, Jimmy Carson, Aaron Broten, Craig Janney, Tony Granato, Brian Erickson, Eddie Olczyk, Clark Donatelli, Scott Young, Lane McDonald Trainerstab: Dave Peterson |
| 8              | Schweiz          | Olivier Anken, Renato Tosio, Richard Bucher – Sandro Bertaggia, Patrice Brasey, Jakob Kölliker, Fausto Mazzoleni, Marco Müller, Edi Rauch, Andreas Ritsch, Bruno Rogger – Gaëtan Boucher, Manuele Celio, Pietro Cunti, Reto Dekumbis, Jörg Eberle, Peter Jaks, Fredy Lüthi, Gil Montandon, Thomas Müller, Peter Schlagenhauf, Thomas Vrabec, Roman Wäger Trainerstab: Simon Schenk                                                                                             |

### Auf- und Abstieg
| Absteiger in die B-Gruppe:  | Schweiz |
| Aufsteiger in die A-Gruppe: | Polen   |

### Abschlusstabelle der EM
(gewertet nach der Vorrunde)
| Pl             | Mannschaft       | Sp | S | U | N  | Tore  | Diff | Pkt.  |
| -------------- | ---------------- | -- | - | - | -- | ----- | ---- | ----- |
| Goldmedaille   | UdSSR            | 5  | 5 | 0 | 0  | 34:08 | +26  | 10:0  |
| Silbermedaille | Tschechoslowakei | 5  | 4 | 0 | 1  | 19:14 | +05  | 08:02 |
| Bronzemedaille | Finnland         | 5  | 2 | 0 | 3  | 10:15 | −05  | 04:06 |
| 4              | Schweden         | 5  | 2 | 0 | 3  | 20:12 | +08  | 04:06 |
| 5              | BR Deutschland   | 5  | 2 | 0 | 03 | 09:19 | −10  | 04:06 |
| 6              | Schweiz          | 5  | 0 | 0 | 5  | 13:37 | −24  | 00:10 |

### Auszeichnungen
Spielertrophäen
| Auszeichnung       | Spieler         | Team             |
| ------------------ | --------------- | ---------------- |
| Bester Torhüter    | Dominik Hašek   | Tschechoslowakei |
| Bester Verteidiger | Craig Hartsburg | Kanada           |
| Bester Stürmer     | Wladimir Krutow | Sowjetunion      |

1st All-Star-Team
| Angriff:      | Wladimir Krutow – Sergei Makarow – Gerd Truntschka |
| Verteidigung: | Udo Kießling – Wjatscheslaw Fetissow               |
| Tor:          | Dominik Hašek                                      |

2nd All-Star-Team
| Angriff:      | Tony Tanti – Dušan Pašek – Kevin Dineen |
| Verteidigung: | Craig Hartsburg – Alexei Kassatonow     |
| Tor:          | Peter Lindmark                          |

## B-Weltmeisterschaft
in Canazei, Italien

### Spiele
| 26. März 1987 | Canazei | Frankreich  | – | Norwegen    | 5:5 (2:2,2:1,1:2)  |
| 26. März 1987 | Canazei | Italien     | – | China       | 7:3 (3:2,3:1,1:0)  |
|               |         |             |   |             |                    |
| 27. März 1987 | Canazei | Österreich  | – | Frankreich  | 6:5 (4:1,1:1,1:3)  |
| 27. März 1987 | Canazei | Polen       | – | China       | 14:0 (4:0,4:0,6:0) |
| 27. März 1987 | Canazei | DDR         | – | Niederlande | 6:6 (2:1,3:4,1:1)  |
|               |         |             |   |             |                    |
| 28. März 1987 | Canazei | DDR         | – | Norwegen    | 2:6 (0:3,1:0,1:3)  |
| 28. März 1987 | Canazei | Italien     | – | Niederlande | 8:6 (3:1,2:3,3:2)  |
|               |         |             |   |             |                    |
| 29. März 1987 | Canazei | Polen       | – | Norwegen    | 5:1 (1:0,1:1,3:0)  |
| 29. März 1987 | Canazei | Österreich  | – | China       | 11:3 (3:1,2:1,6:1) |
| 29. März 1987 | Canazei | Italien     | – | Frankreich  | 1:3 (0:0,1:0,0:3)  |
|               |         |             |   |             |                    |
| 30. März 1987 | Canazei | Österreich  | – | Niederlande | 6:4 (1:2,3:1,2:1)  |
| 30. März 1987 | Canazei | Polen       | – | DDR         | 1:2 (0:1,0:0,1:1)  |
|               |         |             |   |             |                    |
| 31. März 1987 | Canazei | Norwegen    | – | China       | 4:2 (2:1,1:0,1:1)  |
| 31. März 1987 | Canazei | Italien     | – | DDR         | 5:5 (4:3,0:0,1:2)  |
| 31. März 1987 | Canazei | Frankreich  | – | Niederlande | 5:3 (2:2,1:1,2:0)  |
|               |         |             |   |             |                    |
| 1. April 1987 | Canazei | Polen       | – | Frankreich  | 6:2 (3:1,1:1,2:0)  |
| 1. April 1987 | Canazei | Österreich  | – | Norwegen    | 3:5 (2:1,0:3,1:1)  |
|               |         |             |   |             |                    |
| 2. April 1987 | Canazei | Polen       | – | Niederlande | 3:0 (0:0,1:0,2:0)  |
| 2. April 1987 | Canazei | DDR         | – | China       | 5:1 (1:1,2:0,2:0)  |
| 2. April 1987 | Canazei | Italien     | – | Österreich  | 1:4 (1:0,0:3,0:1)  |
|               |         |             |   |             |                    |
| 3. April 1987 | Canazei | DDR         | – | Frankreich  | 2:5 (2:0,0:2,0:3)  |
| 3. April 1987 | Canazei | Niederlande | – | Norwegen    | 4:7 (0:4,1:2,3:1)  |
|               |         |             |   |             |                    |
| 4. April 1987 | Canazei | Frankreich  | – | China       | 12:3 (3:1,6:0,3:2) |
| 4. April 1987 | Canazei | Polen       | – | Österreich  | 6:4 (1:4,1:0,4:0)  |
| 4. April 1987 | Canazei | Italien     | – | Norwegen    | 4:5 (1:1,1:2,2:2)  |
|               |         |             |   |             |                    |
| 5. April 1987 | Canazei | Niederlande | – | China       | 7:2 (3:0,4:0,0:2)  |
| 5. April 1987 | Canazei | Österreich  | – | DDR         | 7:3 (5:2,1:1,1:0)  |
| 5. April 1987 | Canazei | Italien     | – | Polen       | 2:4 (0:1,0:3,2:0)  |

### Abschlusstabelle
| Pl | Mannschaft          | Sp | S | U | N | Tore  | Diff | Pkt.  |
| -- | ------------------- | -- | - | - | - | ----- | ---- | ----- |
| 1  | Polen               | 7  | 6 | 0 | 1 | 39:11 | +28  | 12:02 |
| 2  | Norwegen            | 7  | 5 | 1 | 1 | 33:25 | + 8  | 11:03 |
| 3  | Österreich          | 7  | 5 | 0 | 2 | 41:27 | +14  | 10:04 |
| 4  | Frankreich          | 7  | 4 | 1 | 2 | 37:26 | + 9  | 09:05 |
| 5  | DDR                 | 7  | 2 | 2 | 3 | 25:31 | – 6  | 06:08 |
| 6  | Italien             | 7  | 2 | 1 | 4 | 28:30 | – 2  | 05:09 |
| 7  | Niederlande         | 7  | 1 | 1 | 5 | 30:37 | – 7  | 03:11 |
| 8  | Volksrepublik China | 7  | 0 | 0 | 7 | 14:60 | −46  | 00:14 |

### Auf- und Abstieg
| Aufsteiger in die A-Gruppe:  | Polen                           |
| Absteiger aus der A-Gruppe:  | Schweiz                         |
| Absteiger in die C-Gruppe:   | Niederlande Volksrepublik China |
| Aufsteiger aus der C-Gruppe: | Dänemark Japan                  |

## C-Weltmeisterschaft
in Kopenhagen, Dänemark

### Spiele
| 20. März 1987 | Kopenhagen | Rumänien    | – | Bulgarien   | 7:3 (1:1,6:1,0:1)    |
| 20. März 1987 | Kopenhagen | Japan       | – | Belgien     | 24:0 (9:0,6:0,9:0)   |
| 20. März 1987 | Kopenhagen | Jugoslawien | – | Ungarn      | 6:2 (2:1,2:0,2:1)    |
| 20. März 1987 | Kopenhagen | Dänemark    | – | Nordkorea   | 9:1 (4:1,3:0,2:0)    |
|               |            |             |   |             |                      |
| 21. März 1987 | Kopenhagen | Japan       | – | Bulgarien   | 11:2 (2:0,4:1,5:1)   |
| 21. März 1987 | Kopenhagen | Rumänien    | – | Belgien     | 19:1 (6:0,9:1,4:0)   |
|               |            |             |   |             |                      |
| 22. März 1987 | Kopenhagen | Jugoslawien | – | Nordkorea   | 8:2 (2:1,4:1,2:0)    |
| 22. März 1987 | Kopenhagen | Dänemark    | – | Ungarn      | 6:4 (0:4,1:0,5:0)    |
|               |            |             |   |             |                      |
| 23. März 1987 | Kopenhagen | Japan       | – | Rumänien    | 3:5 (0:0,1:3,2:2)    |
| 23. März 1987 | Kopenhagen | Bulgarien   | – | Belgien     | 6:0 (3:0,1:0,2:0)    |
| 23. März 1987 | Kopenhagen | Ungarn      | – | Nordkorea   | 9:3 (2:2,3:1,4:0)    |
| 23. März 1987 | Kopenhagen | Dänemark    | – | Jugoslawien | 6:6 (0:2,3:2,3:2)    |
|               |            |             |   |             |                      |
| 25. März 1987 | Kopenhagen | Rumänien    | – | Nordkorea   | 7:1 (1:1,3:0,3:0)    |
| 25. März 1987 | Kopenhagen | Jugoslawien | – | Bulgarien   | 3:3 (1:0,1:1,1:2)    |
| 25. März 1987 | Kopenhagen | Japan       | – | Ungarn      | 3:1 (3:0,0:1,0:0)    |
| 25. März 1987 | Kopenhagen | Dänemark    | – | Belgien     | 8:1 (2:0,4:1,2:0)    |
|               |            |             |   |             |                      |
| 26. März 1987 | Kopenhagen | Japan       | – | Jugoslawien | 5:5 (2:1,3:3,0:1)    |
| 26. März 1987 | Kopenhagen | Ungarn      | – | Belgien     | 9:4 (2:2,2:1,5:1)    |
| 26. März 1987 | Kopenhagen | Bulgarien   | – | Nordkorea   | 2:3 (0:0,1:3,1:0)    |
| 26. März 1987 | Kopenhagen | Dänemark    | – | Rumänien    | 8:2 (1:0,5:2,2:0)    |
|               |            |             |   |             |                      |
| 28. März 1987 | Kopenhagen | Rumänien    | – | Ungarn      | 4:2 (0:1,2:0,2:1)    |
| 28. März 1987 | Kopenhagen | Jugoslawien | – | Belgien     | 28:1 (7:0,11:0,10:1) |
| 28. März 1987 | Kopenhagen | Japan       | – | Nordkorea   | 9:0 (1:0,6:0,2:0)    |
| 28. März 1987 | Kopenhagen | Dänemark    | – | Bulgarien   | 10:3 (3:1,4:1,3:1)   |
|               |            |             |   |             |                      |
| 29. März 1987 | Kopenhagen | Nordkorea   | – | Belgien     | 3:1 (0:0,3:0,0:1)    |
| 29. März 1987 | Kopenhagen | Jugoslawien | – | Rumänien    | 4:4 (1:1,2:2,1:1)    |
| 29. März 1987 | Kopenhagen | Ungarn      | – | Bulgarien   | 6:2 (2:1,2:0,2:1)    |
| 29. März 1987 | Kopenhagen | Dänemark    | – | Japan       | 0:6 (0:2,0:1,0:3)    |

### Abschlusstabelle
| Pl | Mannschaft  | Sp | S | U | N | Tore  | Diff | Pkt.  |
| -- | ----------- | -- | - | - | - | ----- | ---- | ----- |
| 1  | Japan       | 7  | 5 | 1 | 1 | 61:13 | +48  | 11:03 |
| 2  | Dänemark    | 7  | 5 | 1 | 1 | 47:23 | +24  | 11:03 |
| 3  | Rumänien    | 7  | 5 | 1 | 1 | 48:22 | +26  | 11:03 |
| 4  | Jugoslawien | 7  | 3 | 4 | 0 | 60:23 | +37  | 10:04 |
| 5  | Ungarn      | 7  | 3 | 0 | 4 | 33:28 | +05  | 06:08 |
| 6  | Nordkorea   | 7  | 2 | 0 | 5 | 13:45 | −32  | 04:10 |
| 7  | Bulgarien   | 7  | 1 | 1 | 5 | 21:40 | −19  | 03:11 |
| 8  | Belgien     | 7  | 0 | 0 | 7 | 08:97 | −89  | 00:14 |

### Auf- und Abstieg
| Aufsteiger in die B-Gruppe:  | Japan Dänemark                  |
| Absteiger aus der B-Gruppe:  | Niederlande Volksrepublik China |
| Absteiger in die D-Gruppe:   | Belgien Rumänien (freiwillig)1  |
| Aufsteiger aus der D-Gruppe: | Südkorea Australien             |

1Rumänien verzichtete aus Kostengründen, da die C-WM 1989 in Australien stattfinden sollte. Es wollte daher lieber zur D-WM in Belgien antreten, dort den Aufstieg schaffen und so 1990 wieder in der C-Gruppe spielen

## D-Weltmeisterschaft

### Spiele
| 13. März 1987 | Perth | Australien | – | Hongkong   | 37:0 |
| 13. März 1987 | Perth | Südkorea   | – | Neuseeland | 35:2 |
|               |       |            |   |            |      |
| 14. März 1987 | Perth | Australien | – | Neuseeland | 58:0 |
| 14. März 1987 | Perth | Südkorea   | – | Hongkong   | 44:0 |
|               |       |            |   |            |      |
| 15. März 1987 | Perth | Neuseeland | – | Hongkong   | 19:0 |
| 15. März 1987 | Perth | Australien | – | Südkorea   | 7:2  |
|               |       |            |   |            |      |
| 17. März 1987 | Perth | Australien | – | Hongkong   | 42:0 |
| 17. März 1987 | Perth | Südkorea   | – | Neuseeland | 21:2 |
|               |       |            |   |            |      |
| 18. März 1987 | Perth | Australien | – | Neuseeland | 29:0 |
| 18. März 1987 | Perth | Südkorea   | – | Hongkong   | 24:1 |
|               |       |            |   |            |      |
| 20. März 1987 | Perth | Neuseeland | – | Hongkong   | 19:0 |
| 20. März 1987 | Perth | Australien | – | Südkorea   | 4:4  |

Die Eishockeynationalmannschaft der Republik China (Taiwan) nahm außer Konkurrenz am Turnier teil:
| 13. März 1987 | Perth | Republik China | – | Hongkong   | 2:2  |
| 17. März 1987 | Perth | Republik China | – | Australien | 3:31 |
| 18. März 1987 | Perth | Republik China | – | Südkorea   | 0:24 |
| 20. März 1987 | Perth | Republik China | – | Neuseeland | 1:12 |

### Abschlusstabelle
| Pl | Mannschaft | Sp | S | U | N | Tore    | Diff | Pkt.  |
| -- | ---------- | -- | - | - | - | ------- | ---- | ----- |
| 1  | Australien | 6  | 5 | 1 | 0 | 177:06  | +171 | 11:01 |
| 2  | Südkorea   | 6  | 4 | 1 | 1 | 130:016 | +114 | 09:03 |
| 3  | Neuseeland | 6  | 2 | 0 | 4 | 042:143 | −101 | 04:08 |
| 4  | Hongkong   | 6  | 0 | 0 | 6 | 01:185  | −184 | 00:12 |

### Auf- und Abstieg
| Aufsteiger in die C-Gruppe: | Südkorea Australien           |
| Absteiger aus der C-Gruppe: | Belgien Rumänien (freiwillig) |